# Philodromus mississippianus
Philodromus mississippianus is een spinnensoort in de taxonomische indeling van de renspinnen (Philodromidae).
Het dier behoort tot het geslacht Philodromus. De wetenschappelijke naam van de soort werd voor het eerst geldig gepubliceerd in 1969 door Charles Denton Dondale & Redner.